# Carl Brosbøll
Carl Brosbøll (pseudonym Carit Etlar) (7. august 1816 i Fredericia – 9. maj 1900 i Gentofte) var en dansk forfatter.

## Liv og forfatterskab
Hans fulde navn var Johan Carl Christian Brosbøll. Han var søn af Jørgen Christian Brosbøll, tobaksfabrikant, købmand og brandinspektør, og Ursula Margrethe født Bache. Han blev født i Fredericia d. 7. august 1816.
Brosbøll deltog i Treårskrigen som menig fra 1849 til fredsslutningen i 1851.
I 1851 blev han gift med Hansine Erasmine Thorbjørnsen; dette ægteskab blev ophævet, og han blev i 1888 i Innsbruck gift med Olga Augusta Schultz, datter af løjtnant jægermester Jens Frode Schultz.
Brosbøll var ansat ved Det Kongelige Bibliotek 1853-1885, men levede siden af sit forfatterskab skrevet under pseudonymet "Carit Etlar" som var en sammenstilling af fornavnene på hans første digtermuse Tertia Fabricius, som døde i en tidlig alder, og eget fornavn, når bogstaverne blandes på en bestemt måde, CARL-TERTIA, som blev til CARIT-ETLAR .
Carit Etlars romaner er ofte historiske fortællinger med krige og konflikter som baggrund. Han er ofte blevet afvist som underholdningsforfatter, men der findes ikke så lidt politisk og social kritik i flere af hans romaner, hvori overklassens arrogance stilles op imod småfolks nationale holdning og tapperhed. Han undgår ofte banale lykkelige slutninger. Han er påvirket af både de franske spændingsroman-forfattere (Alexandre Dumas den ældre samt den yngre) og af den danske hjemstavnsfortælling hos Blicher.
Etlar huskes især for Gjøngehøvdingen og Dronningens vagtmester, hvor de svenske soldater i lyset af en vis nordisk støtte til Danmark i Treårskrigen skildres som ædle krigere, medens svenskernes tyske lejetropper beskrives som brutale, usle og nedrige i lyset af samme krig .
Om Carit Etlars store popularitet vidner de talrige udgaver samt oversættelser til fremmede sprog.
Hans gravsten med buste står ved Vældegårdsvej ved det sydvestlige hjørne af Bernstorff Slotshave.

### Skuespil
- I Dynekilen – skuespil (1862)

Carl Brosbølls skuespil findes bevaret i Dramatisk Bibliotek på Det Kongelige Bibliotek.

## Fodnote
1. ↑  Lokalavisen Budstikken, Fredericia, den 22. november 2011, artikel ved historiker, oberstløjtnant Ole Dyrn